# 키어런 버크
키어런 버크(Ciaran Bourke, 1935년~1988년)는 아일랜드의 포크 가수이다. 더블린 대학교에서 농업학을 전공을 했다. 1962년에 더 더블리너스 멤버로 음악계에 데뷔하였다. 악기는 기타, 틴 휘슬, 하모니카를 다룬다. (더 더블리너스 역대 멤버들 중 유일하게 하모니카를 다룬다.) 1974년까지 그룹 멤버로 활동하였으며 대체로 서브보컬을 부르며 관악기인 틴 휘슬, 하모니카를 다루거나 기타를 쳤다. 그러나 몇몇 곡에서는 메인보컬을 부르기도 했다. 1974년에 뇌졸중으로 쓰러졌다. 이후 반신마비로 그룹에서 하차했으나, 이후로도 멤버 대접은 받았다. 1988년까지 더 더블리너스가 4인조로 운영된 것은 키어런 버크를 멤버로 간주했기 때문이다. 1988년에 세상을 떠났다.